# Kroenleinia grusonii

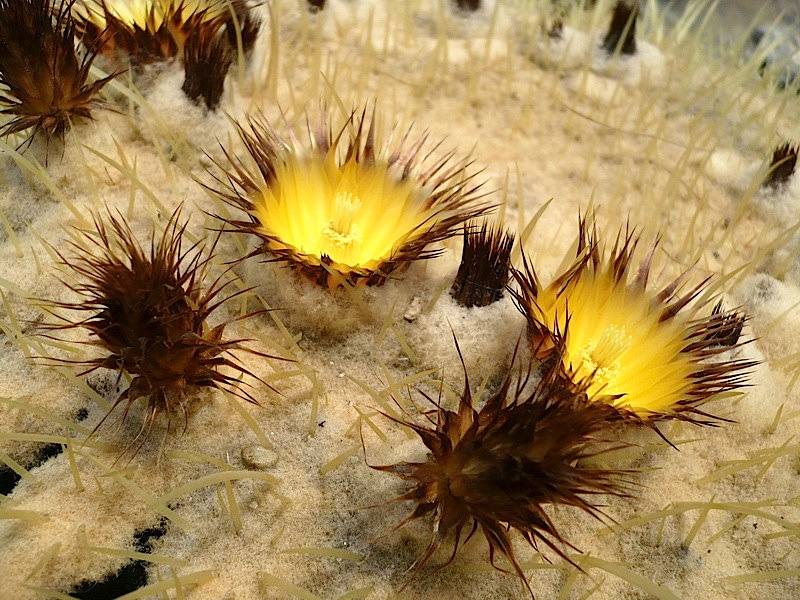
Blüten von Kroenleinia grusonii

Kroenleinia grusonii ist die einzige Pflanzenart der monotypischen Gattung Kroenleinia in der Familie der Kakteengewächse (Cactaceae). Der botanische Name ehrt Marcel Kroenlein (1913–1986). Das Artepitheton grusonii ehrt den deutschen Unternehmer und Kakteensammler Hermann Gruson. Deutsche Trivialnamen sind „Goldkugelkaktus“ und „Schwiegermutterstuhl“. Die Deutsche Kakteen-Gesellschaft sowie die Gesellschaft Österreichischer Kakteenfreunde und die Schweizerische Kakteen-Gesellschaft wählten die Art 2008 zum ersten Kaktus des Jahres.

## Beschreibung
Kroenleinia grusonii wächst einzeln, selten sprossend. Die hellgrünen, kugeligen bis kurz zylindrischen Triebe werden 20 bis 130 Zentimeter hoch und 40 bis 80 Zentimeter im Durchmesser groß. Die Pflanzenkörper weisen 21 bis 37 Rippen auf. Die jungen Dornen sind goldgelb gefärbt und dunkeln im Alter nach. Die 3 bis 4 Mitteldornen sind gerade abstehend. Sie werden bis zu 5 Zentimeter lang. Die 8 bis 10 Randdornen sind etwas gespreizt und bis zu 3 Zentimeter lang.
Die gelben Blüten öffnen sich häufig nicht vollständig. Sie sind 4 bis 6 Zentimeter lang und 3 bis 5 Zentimeter im Durchmesser groß. Die Blüten erscheinen erst bei älteren Exemplaren. Die kugeligen etwas länglichen, grünlichen Früchte sind mit weißer Wolle bedeckt. Sie sind 1,2 bis 2 Zentimeter lang und enthalten glatte, glänzend braune Samen.

## Verbreitung, Systematik und Gefährdung
Kroenleinia grusonii ist in den mexikanischen Bundesstaaten Hidalgo und Querétaro sehr lokal an steilen Hängen und Klippen verbreitet.
Die Erstbeschreibung als Echinocactus grusonii erfolgte 1886 durch Heinrich Hildmann. Joël Lodé stellte die Art 2014 in die von ihm neu aufgestellte Gattung Kroenleinia. Ein weiteres nomenklatorisches Synonym ist Echinocereus grusonii (Hildm.) Von Zeisold (1893).
Kroenleinia grusonii wurde 2002 in der Roten Liste gefährdeter Arten der IUCN als „Critically Endangered (CR)“, d. h. vom Aussterben bedroht eingestuft. Bei einer neuen Bearbeitung der Liste 2013 wird er als „Endangered (EN)“, d. h. stark gefährdet eingestuft. Das Habitat bei Zimapán in Querétaro ist durch den Bau der Zimapán-Talsperre, die den Río Moctezuma anstaut, fast vollständig zerstört worden.

## Nachweise